# Affaire Kristine Fitzhugh
L'affaire Kristine Fitzhugh est une affaire judiciaire américaine survenue en 2000, à la suite du meurtre de Kristine Fitzhugh, battue et étranglée à mort par son époux Kenneth Carroll Fitzhugh Jr, le 5 mai 2000.

## Mobile du crime
Le 11 août 1943, Kenneth « Ken » Fitzhugh naît dans la petite ville côtière de Del Mar où il grandit comme seul enfant unique. Le 18 juillet 1947, Kristine Perdersen naît à San Diego. Elle est une enfant unique de parents d’origine danoise, Einer Pedersen et Helga Pedersen. 
Kenneth passe chaque été sur les plages, étudie à l'université d'État polytechnique de Californie et l'université Stanford. Il a toujours eu « un intérêt substantiel à la musique », jouait du piano et a été président de son groupe de musique à l'université. Kristine partage la même passion avec Kenneth : la musique, ce qui a permis leur rencontre. En 1964, Kenneth Fitzhugh, 20 ans, jouait de l'orgue à tuyaux sur la plage de Del Mar à la foire du comté de San Diego. Kristine, 16 ans, et son père, Einer Pedersen, se sont approchés de Kenneth. Elle lui a demandé : « Pourquoi ne jouez-vous pas plus de Bach? ». Elle était étudiante en classe de première au California Lutheran College (en). 
Kenneth obtient un diplôme en génie électrique de Cal Poly à San Luis Obispo et un MBA de Stanford en 1966. 
À la fin des années 1960, Kenneth Fitzhugh travaille avec un certain Robert Brown dans une société d'aérospatial « Teledyne Ryan Aeronautical » à San Diego. Robert Brown est le meilleur ami et collègue de Kenneth Fitzhugh. À San Diego, le couple devient ami avec Brown, qui était « probablement le frère que Kenneth n'a jamais eu et le frère que Kristine jamais eu ». 
En 1967, Kristine Pedersen et Kenneth Fitzhugh se marient à l'église luthérienne de La Jolla. 
Au cours du mois de juillet 1977, après 11 ans de mariage avec Fitzhugh, Kristine tombe enceinte de Robert Brown qui est devenu avocat. Brown n'a pas fait de test ADN prouvant qu'il est le père biologique de Justin, mais lui et Kristine n'en avaient pas moins la certitude, car Kristine n'a pas eu de relation avec Kenneth pendant quatre mois avant d'être enceinte. En mars 1978, Justin naît mais Kenneth Fitzhugh dira ne jamais avoir cru que Robert Brown était le père car il était gay, et Robert lui avait fait des avances. Robert Brown niera être gay, insistant qu'il est bisexuel. Robert était le parrain de Justin. En 1981, Kenneth et Kristine ont un deuxième fils, John. Justin, le fils aîné, est devenu un percussionniste. Le plus jeune fils, John, est un tromboniste qui envisage d'enseigner la musique. 
Dans les années 1990, Kristine a commencé un partenariat avec l'école Addison Elementary School du district scolaire Unifié de Palo Alto (Palo Alto Unified School District (en)) comme professeure de musique pour les collégiens. 
Kenneth Fitzhugh est devenu agent immobilier. Ils vivent dans une maison blanche à 2 000 000 USD $ avenue Escobita dans le quartier Southgate à Palo Alto en Californie (États-Unis). Ils y élèvent leurs deux garçons et leur fille. Robert Brown emménage à Placerville. Sa dépendance à l’alcool lui cause sa radiation au tableau de l’ordre des avocats. 
En 1995, Brown ne peut plus contrôler son problème de drogue, malgré le traitement médicamenteux de 19 000 USD  payé par la famille Fitzhugh qui cesse alors de parler à Brown. 
En 1996, Brown a mis Justin dans son testament, l'appelant « mon fils. » 
Robert Brown dira que lors d'une conversation téléphonique en décembre 1999 ou janvier 2000, Kristine l'a invité à venir à l'obtention du diplôme de fin d'études lycéennes de l'université du Pacifique à Stockton de Justin, âgé de 19 ans, prévu pour le 20 mai 2000. Elle lui a aussi dit qu'elle avait l'intention de dire enfin à Justin la véritable identité de son père biologique. 
En mai 2000, Kristine et Fitzhugh sont à 33 ans de mariage mais trois comptes bancaires de la famille valant près de 400 000 USD $ au début de 1998 ont chuté à 11 000 USD . Ils n'allaient pas pouvoir rembourser leur crédit. Ils seront bientôt ruinés à cause d'investissements risqués. 
Kristine informe Fitzhugh qu'elle a l'intention d'informer son fils aîné Justin deux semaines avant de recevoir son diplôme à sa sortie du lycée, qu'il a été engendré par Robert Brown. Puis de quitter Kenneth Fitzhugh. C'est ce qui créera le mobile du meurtre : furieux d'apprendre qu'il n'est pas le père, Kenneth Fitzhugh a assassiné Kristine.

## Assassinat
Le 5 mai 2000, à 6 heure du matin, Kenneth Fitzhugh a 56 ans, et Kristine, sa femme, a 52 ans. Ils se levèrent, lisent les journaux et prennent leurs deux chiens, Reina un chiot Poméranien et Boots un caniche français, pour une promenade avant la douche. 
À 10 h 0, Kristine part donner cours à une classe et Kenneth Fitzhugh va aider les voisins qui ont un problème d'imprimante. 
Entre 11 h 0 et 11 h 30, Kenneth Fitzhugh part de chez lui avec sa chevrolet Suburban pour visiter une maison vide pour un client potentiel à Belmont à côté de San Bruno, en Californie, qui se trouve à 40 min de route de son domicile. Mais personne ne l'a vu à Belmont. 
À 12 h 20, Kristine achète un café avec deux muffins et rentre à la maison. Kenneth Fitzhugh rentre à son tour et se gare non loin de chez lui. Kristine était dans la cuisine en train de déjeuner. Son muffin à moitié mangé, Kenneth assassine Kristine : il l’étrangle et fracasse mortellement sept fois l'arrière de son crane contre la table. Le sang de Kristine a éclaboussé son tee-shirt, ses chaussures, la chaise, le sol et les murs de la cuisine. 
Voulant faire croire à un accident, Kenneth Fitzhugh a descendu le corps de Kristine en bas de l'escalier du sous-sol, laissant du sang sur les marches, puis a nettoyé le sang dans la cuisine et l'escalier. La mère de famille gît dans une mare de sang. À première vue, tout laisse à penser qu'elle a fait une mauvaise chute. Kenneth pense que sa mort va être traitée comme un accident. 
Kenneth Fitzhugh a placé les chaussures de Kristine sur les marches pour appuyer le fait qu'elle avait trébuché. Kenneth Fitzhugh a rangé ses chaussures dans sa voiture. 
À 13 h 0, Kristine devait donner cours de musique à une classe à l'école Addison Elementary School du District scolaire Unifié de Palo Alto (Palo Alto Unified School District (en)). 
Ne la voyant pas, l'un des collègues enseignants de Kristine décide d'appeler Kenneth Fitzhugh pour lui signaler l'absence de Kristine.
À 13 h 15, Kenneth Fitzhugh créé un alibi : il a rendez-vous avec deux collègues et amies de la famille prévu dans 15 minutes afin de faire une course, Carolyn Piraino et Gaelyn Mason. Alors qu'il conduit au rendez-vous, la secrétaire de l'école appelle Kenneth Fitzhugh sur son téléphone portable pour lui signaler que Kristine n'était pas venue enseigner en classe. Kenneth pense que Kristine a « fait une erreur et qu'elle est allé enseigner à une mauvaise école », ou qu’elle a eu un accident de voiture. Kenneth n'est donc pas allé directement à la maison mais est allé ramasser ses deux collègues. 
À 13 h 30, Kenneth prend ses deux collègues. Comme ils passent non loin de la maison conjugale, Kenneth Fitzhugh a demandé à ses deux collègues si elles sont d'accord de s'arrêter à la maison et ils ont fait les deux minutes en voiture jusqu’à Escobita Avenue. 
À 13 h 40, arrivé à la maison, ils voient que la voiture de Kristine est garée dans l'allée. Kenneth Fitzhugh entre dans la maison et découvre Kristine morte au bas de l'escalier au sous-sol. Ken Fitzhugh retourne à la voiture et appelle ses deux amies à l'aide. Elles entrent dans la maison et trouvent Kristine Fitzhugh en bas de l'escalier. 
Gaelyn Mason a accepté à contrecœur d’aider Ken à effectuer une réanimation cardio-pulmonaire sur Kristine Fitzhugh, tandis que Carolyn Piraino a appelé le 911. 
Gaelyn a fait la compression, tandis que Ken Fitzhugh donna à sa femme le bouche-à-bouche, pendant sept à dix minutes, jusqu'à l'arrivée des ambulanciers. 
Kenneth Fitzhugh dit qu'elle avait déjà trébuché avec ses chaussures noires pas très pratiques et cette fois-ci vers le sous-sol, elle a subi une chute mortelle. Mais les enquêteurs trouvent que la disposition de la chaussure droite n'est pas concordante avec la chute. La victime est blessée à la tête, mais surtout, autour de son cou, on relève des traces de strangulation. 
L'enquête médico-légale a établi que Kristine avait été tué dans la cuisine, puis repositionné par son mari au bas de l'escalier dans un accident de mis en scène. Les enquêteurs ont utilisé le luminol pour découvrir du sang sur le plancher, le mur et une chaise de la cuisine, ainsi que sur l'escalier, invisible à l'œil nu, comme si Kenneth avait nettoyé le sang sur le sol. 
Interrogé par les enquêteurs, Kenneth Fitzhugh a affirmé qu'il regardait de l'immobilier à Belmont loin de sa maison, au moment du meurtre. 
Craig Frost de Verizon Wireless a examiné les relevés de téléphonie cellulaire de Fitzhugh et a déterminé que l’appel téléphonique de Fitzhugh n'a pas utilisé une antenne de la tour cellulaire à Belmont, mais l'antenne du propre quartier Fitzhugh sur l'avenue University à Palo Alto. Le relevé téléphonique de Kenneth Fitzhugh montre qu'il n'était pas à Belmont, mais à Palo Alto. C'est la première fois que les mémorisations de sauvegardes historiques des données de localisation du portable ont permis de prouver la culpabilité d’un coupable. 
Kenneth Fitzhugh a menti sur l'endroit où il se trouvait. 
Il a dit qu'il était sur son chemin de retour à Palo Alto, quand il a utilisé son téléphone cellulaire pour appeler sa maison et son téléphone portable. Fitzhugh n'a pas expliqué à quel endroit il avait appelé ou laissé des messages, disant seulement : « Je me souviens que j'ai appelé et je ne lui ai pas parlé dans les deux cas ». 
Durant son interrogatoire, Kenneth Fitzhugh a du mal à jouer le veuf éploré. 
Kenneth Fitzhugh dit avoir dû dire à Kristine au moins 6 fois de se débarrasser de ces fichues chaussures noires, car elle avait acheté les mêmes en rouge. Elle s'est habillée et lui a demandé : « De quoi j'ai l'air ? ». Il lui a répondu : « Superbe, mais tu ne devrais pas mettre ces fichues chaussures noires ». « Et on a retrouvées ses chaussures noires dans l'escalier. Et quand... Quand j'ai vu les chaussures noires... Ces foutues chaussures noires ! ». 
Kenneth Fitzhugh jouait très mal son rôle, parce qu'il en faisait trop.
Il a joué la comédie toute cette journée. Dans la maison, l'inspecteur observe la photo de famille et voit que Justin, le fils ainé ne ressemble pas à John, son autre frère. Kenneth Fitzhugh a-t-il assassiné Kristine parce qu'elle l'avait trompé et que le fils ainé était né de cette relation adultérine ? En fouillant le passé de la famille les enquêteurs découvrent que Kristine cachait un secret depuis près de 20 ans qui a eu raison de sa vie. 
Dans le véhicule de Kenneth Fitzhugh, les policiers trouvent des vêtements ensanglantés sous le siège passager de sa voiture. Ils trouvent aussi une serviette en papier ensanglantée. L‘ADN correspond à celui de Kristine. Kenneth Fitzhugh dit que Kristine s'est blessée à la main sur un outil de jardinage après un accident, la semaine précédente. 
Mais le sang trouvé sur le tee-shirt et les chaussures de Kenneth Fitzhugh a été projeté à vitesse moyenne ce qui contredit la version de Kenneth Fitzhugh. Les gouttes sont cohérentes avec le fait qu'il était à l'endroit d'où a jailli le sang. 
Le légiste ne trouve aucune blessure sur les mains de Kristine. 
Le luminol indique que Kenneth Fitzhugh a marché dans le sang de Kristine, dans la cuisine. 
Les empreintes de semelles de chaussures de Kenneth Fitzhugh correspondent aux empreintes de semelles révélées par le luminol dans la cuisine. 
Le 23 mai 2000, deux semaines après le meurtre de Kristine, la police de Palo Alto arrête Kenneth Fitzhugh. En août 2000, l' analyse d'ADN de sang effectuée par la police après le meurtre a confirmé que le père biologique de Justin est Brown. 
Interrogé par les enquêteurs, Kenneth Fitzhugh dit ne pas être au courant. Il dit que Justin était son fils biologique. Ses amis ne le savaient pas non plus. Robert Brown dit avoir été au courant depuis toujours.

## Condamnation
Le 11 octobre 2001, le vice procureur de district Michael E. Fletcher a reconnu Kenneth Fitzhugh, 57 ans, coupable de l'assassinat au second degré. Le 2 août, après délibération du jury, le juge Franklin Elia l’a condamné à une peine de 50 ans de prison. Il continue de clamer son innocence. L'assassinat a attiré une forte attention locale. 
L'avocat de Kenneth Fitzhugh, Thomas Nolan, a fait appel. 
L'appel de la condamnation et de la peine de Fitzhugh a été rejetée en 2006 par la Cour suprême de Californie. Il est incarcéré à la High Desert State Prison de Susanville.
Après plusieurs séjours à l'hôpital San Quentin, Fitzhugh a été mis en liberté conditionnelle en février 2012 en raison de la maladie de Parkinson. Il mourut le 27 octobre 2012, à l'âge de 69 ans, à Palo Alto dans le comté de Santa Clara,.

### Documentaires télévisés
- « Y'a que la vérité qui tue », le 4 juin 2017 dans Enquêtes criminelles : le magazine des faits divers, présenté par Sidonie Bonnec, sur W9.